# Anne Chapman
Anne Chapman   (Los Angeles, 27 de gener de 1922 - Massy, 12 de juny de 2010) va ser una antropòloga franco-estatunidenca coneguda pels seus estudis sobre els pobles indígenes de Terra del Foc, en especial dels selk'nam. A més va realitzar investigacions sobre els pobles de Mesoamèrica com els tolupans i lenques d'Hondures.
Les seves qualitats com a persona i com a investigadora van ser posades en relleu per centres de recerca de països de tot el món, especialment a l'Argentina. Catalina Saugy, antropòloga social de la Universitat de Buenos Aires i investigadora de l'Institut Nacional d'Antropologia i Pensament Llatinoamericà (INAPL), la va conèixer des de la dècada del 1970 i la va descriure així:
| « | Sempre va ser molt generosa i es preocupava per tenir notícies i ajudar els amics. Per ella era un gran gust poder entaular un diàleg amb una persona d'una altra cultura com els tolupan o els selk'nam, que pensés amb una altra estructura, en un altre idioma. Aquest diàleg anava teixint un respecte mutu i una amistat profunda. Aquesta era la seva manera de treballar. A través d'un interès genuí per conèixer l'altre, iniciava un diàleg tractant de conèixer-ne la concepció del món. Això, que sembla senzill, és una tasca ben complicada, que porta molt de temps, ja que normalment cap individu té un discurs ordenat, prolix, fàcilment comprensible i traduïble, sobre la seva pròpia concepció del món, llest per ser exposat davant d'un interlocutor curiós que ve a fer preguntes (...) Dedicava molt de temps per suportar les dificultats creixents que impliquen cada pas d'una publicació internacional. Després venien les seves gestions per assegurar que els seus llibres i pel·lícules estiguessin disponibles per a tot públic a biblioteques i institucions de recerca. Aquestes van ser part de les seves lluites professionals fins a l'últim dia. | » |

També va realitzar documentals sobre la vida dels darrers membres de les ètnies selk'nam i yamana, incloent El Poble Ona: Vida i Mort a Terra del Foc (1977, en col·laboració amb Ana Montes de González).
Chapman va conviure per molts anys amb dos dels principals pobles indígenes d'Hondures, els indígenes lenques (on va sorgir el llibre: Els fills del Copal i la candela) i els tolupans (Els fills de la mort; l'univers mític dels tolupans).

## Biografia
Anne MacKaye Chapman va néixer el 1922 a Los Angeles, Califòrnia. Va marxar a Mèxic el 1940. La seva formació inicial com a antropòloga la va rebre a l'Escola Nacional d'Antropologia i Història (ENAH) a Mèxic, on es troben guardats els diaris de les seves primeres etnografies. A l'ENAH, Chapman va estudiar amb Paul Kirchhoff, Wigberto Jiménez Moreno i Miguel Covarrubias. Inspirats en el treball de Covarrubias, Chapman i els seus col·legues van publicar Anthropos, una revista que combina art amb articles sobre antropologia i política. Només es van publicar dues edicions, ambdues l'any 1947, a causa dels recursos limitats.
Chapman va dur a terme el seu primer treball de camp etnogràfic com a estudiant entre les comunitats maies de Chiapas (Mèxic), primer, entre els tzeltals amb l'antropòleg estatunidenc Sol Tax, i més tard entre els tzotzils amb Alfonso Villa Rojas. Finalment va obtenir el seu màster en Antropologia l'any 1951 per l'ENAH; la seva tesi de màster, titulada La Guerra de los Aztecas contra los Tepanecas va utilitzar les teories de Clausewitz sobre la guerra per analitzar la derrota dels tecpaneques per part dels asteques per guanyar-se la seva independència a principis del segle xv.
Chapman va tornar als Estats Units d'Amèrica a la dècada del 1950, i va obtenir el seu doctorat en Antropologia de la Universitat de Colúmbia, a la ciutat de Nova York, el 1958. La seva tesi es titulava Historical Analysis of the Tropical Forest Tribes on the Southern Border of Mesoamerica (Anàlisi històrica de les tribus dels boscos tropicals a la frontera sud de Mesoamèrica). Mentre estava a Columbia, va estudiar amb Conrad Arensberg i va treballar com a assistent de Karl Polanyi de 1953 a 1955. Un altre professor, William Duncan Strong, la va introduir al poble tolupan (o Jicaque) d'Hondures. Després de rebre fons per la Fundació Fulbright i l'Institut de Recerca per a l'Estudi de l'Home (Research Institute for the Study of Man, RISM), Chapman va començar el seu treball de camp el 1955 entre els tolupan a Montaña de la Flor, Hondures. Tornaria durant un període de diversos mesos cada any fins al 1960 per a la seva investigació, però va mantenir la seva relació amb la comunitat durant la resta de la seva vida. Durant el seu treball de camp, Chapman va treballar principalment amb Alfonso Martínez. A través d'ell, Chapman va poder fer un estudi de la tradició oral i l'organització social dels tolupan, així com elaborar genealogies detallades de la comunitat. La seva recerca finalment va donar lloc a un llibre, Les Enfants de la Mort: Univers Mythique des Indiens Tolupan (Jicaque), publicat el 1978; el 1992 es va publicar un text en anglès revisat sota el títol Master of Animals: Oral tradition of the Tolupan Indians, Hondures. Alfonso Martínez va morir de xarampió el 1969.
Chapman també va dur a terme investigacions etnogràfiques entre els lenca d'Hondures, a partir de 1965-1966, i continuant fins a la dècada del 1980. El seu treball va seguir l'anàlisi de Paul Kirchhoff sobre «àrees culturals», especialment Mesoamèrica. Va intentar resoldre un dubte plantejat per Kirchhoff sobre si els lenca s'havien de considerar un grup mesoamericà, resolent finalment la qüestió de manera afirmativa en un article titulat Los Lencas de Honduras en el siglo XVI, publicat el 1978. A més, el 1985-1986 va publicar un estudi en dos volums sobre rituals i tradicions lencas titulat Los Hijos del Copal y la Candela.
El 1961, Chapman es va convertir en membre del Centre Nacional de la Recerca Científica francès, treballant amb Claude Lévi-Strauss fins al 1969, i finalment es va retirar del centre el 1987. Durant la seva llarga carrera com a etnògrafa, es va associar amb altres centres d'investigació a Europa i Amèrica, com ara: el Musée de l'Homme de París (França); l'Institut de Recerca per a l'Estudi de l'Home a la ciutat de Nova York; l'Institut Hondureny de Antropologia de Tegucigalpa, (Hondures); i l'Institut Nacional de Antropologia de Buenos Aires (Argentina).
El 1964, Chapman va ser convidada a unir-se a l'equip de l'arqueòloga Annette Laming-Emperaire en un projecte a Terra del Foc, Argentina. Encara que no era arqueòlega de formació, Chapman va acceptar l'oportunitat de conèixer Lola Kiepja i Ángela Loij, algunes de les últimes selk'nam (ona) que vivien a la Terra del Foc. Després d'acabar el projecte d'arqueologia, Chapman es va reunir amb Lola i la va gravar parlant i cantant en llengua selk'nam, així com els seus records de la vida com a selk'nam. Encara que Lola va morir el 1966, Chapman va poder continuar treballant amb els selk'nam restants a Terra del Foc. El 1976, va coproduir una pel·lícula sobre els selk'nam juntament amb Ana Montes, The Onas: Life and Death in Tierra del Fuego. L'any 1985 va començar a treballar amb les últimes quatre dones que parlaven la llengua yagán.

Distribució dels pobles prehispànics de Xile, el nord és a la dreta

Chapman vivia diversos mesos a l'any a l'Argentina i Xile, generalment durant l'estiu austral, i després migrava cap a l'hemisferi nord (Hondures, Mèxic, els Estats Units d'Amèrica) i París on tenia un altre habitatge estable. Cap al final de la seva vida, Chapman va residir principalment a Buenos Aires, treballant i escrivint allà.
Chapman va morir als 88 anys, el 12 de juny de 2010, en un hospital de París.

## La seva obra
Chapman va escriure sobre molts temes antropològics importants; possiblement la seva obra més important sobre els indígenes de Terra del Foc va ser Drama and Power in a Hunting Society: The Selk'nam of Tierra del Fuego (1981). També va escriure La Isla de los Estados en la prehistoria: Primeros datos arqueológicos (1987, Buenos Aires), El Fin de Un Mundo: Los Selk'nam de Tierra del Fuego (1990, Buenos Aires), i tres capítols enumerats a Cap Horn. 1882-1883: Rencontre avec les Indiens Yahgan (1995, París), que conté moltes fotografies fetes per membres de l'expedició francesa al Cap d'Hornos (1882-1883) que es troben entre les millors dels yagán; deu dels alacalufes el 1881 dels onze que van ser segrestats i portats a París i altres ciutats europees; i sis dels últims yagán que va fer el 1964 i el 1987.
També va fer una pel·lícula sobre la vida dels membres de la tribu yagán titulada Homage to the Yahgans: The Last Indians of Tierra del Fuego and Cape Horn (1990), que va ser finalista al Festival Internacional de Cinema i TV de Nova York.
Més tard va escriure Hain: Selknam Initiation Ceremony, i juntament amb The End of a World: The Selknam of Tierra del Fuego, ambdós llibres inclouen un CD dels cants hain de Lola Kiepja. L'any 2004, Chapman va publicar El fenómeno de la canoa yagán (Universitat Marítima de Xile, Viña del Mar), i el 2006 va publicar Darwin in Tierra del Fuego i Lom: amor y venganza, mitos de los yámana. El seu darrer llibre es titula European Encounters with the Yamana People of Cape Horn, Before and After Darwin (2010, Nova York, Cambridge University Press), una narració dels fets ocorreguts entre 1578 i 2000 a la zona del Cap d'Hornos de Xile entre els nadius, navegants, missioners i altres europeus.

## Publicacions (selecció)
- 1982:  Drama and Power in a Hunting Society: The Selk’nam of Tierra del Fuego (en anglès).  CUP Archive, 1982. ISBN 978-0-521-23884-7.
- 1985:  Los Hijos del Copal y la Candela (en castellà). 1.  UNAM, 1992. ISBN 978-968-6029-22-2.
- 1986:  Los Hijos del Copal y la Candela: Tradición católica de los lencas Honduras. Ritos agrarios y tradición oral de los lencas de Honduras (en castellà). 2.  UNAM, 1985. ISBN 978-968-83796-9-1.
- 1986:  Feminist Resources for Schools and Colleges: A Guide to Curricular Materials (en anglès).  Feminist Press at The City University of New York, 1986. ISBN 978-0-935312-35-5.
- 1987:  La Isla de los Estados en la prehistoria: Primeros Datos Arqueológicos (en castellà).  Editorial Universitaria de Buenos Aires, 1987. ISBN 978-950-23-0354-3.
- 1989:  El fin de un mundo: Los Selk'nam de Tierra del Fuego (en castellà).  Vázquez Mazzini Editores, 1989. ISBN 978-950-99063-2-7.
- 1995:  «Drei Kapitel». A: Cap Horn 1882–1883: Rencontre avec les Indiens Yahgan.  Ed. de la Martinière, 1995. ISBN 978-2-7324-2173-5.
- 1998:  Primary Source Readings: World History (en anglès).  Glencoe/McGraw-Hill, 1998. ISBN 978-0-314-14095-1.
- 2002:  End of a World: The Selknam of Tierra del Fuego (en anglès).  Zagier & Urruty Publicaciones, 2002. ISBN 978-987-1468-04-1.
- 2004:  El fenómeno de la canoa yagán (en castellà).  Universidad Marítima de Chile, 2003.
- 2006:  Darwin in Tierra del Fuego (en anglès).  Imago Mundi, 2006. ISBN 978-950-793-049-2.
- 2006:  Lom: amor y venganza, mitos de los yámana (en castellà).  LOM, 2006. Junt amb Cristina Calderón i Martín Gusinde.
- 2008:  Hain: Selknam Initiation Ceremony (en anglès).  Museo Marítimo de Ushuaia, 2008. ISBN 978-987-1468-06-5.
- 2010:  European Encounters with the Yamana People of Cape Horn, Before and After Darwin (en anglès).  Cambridge University Press, 2010. ISBN 978-0-521-51379-1.

## Pel·lícules
- 1977: The Onas: Life and Death in Tierra del Fuego.[Nota 1][7]
- 1990: Homage to the Yahgans: The Last Indians of Tierra del Fuego and Cape Horn.[9]

## Premis
- Doctor Honoris Causa. Universitat de Magallanes, Punta Arenas, Xile (2003)
- Ordre de José Cecilio del Valle en grau de Cavaller. Ministeri de Relacions Exteriors, Tegucigalpa (Hondures), així com altres distincions de l'Institut Hondureny d'Antropologia i Història i la Universitat d'Hondures, principalment pel seu treball amb els tolupans de Montaña de la Flor i els lencas d'Intibucá (2005).
- Ordre al Mèrit Docent i Cultural Gabriela Mistral en el gru de Comendador. A càrrec del Ministeri d'Educació de Xile (2005)